# 瘦房兰
瘦房兰（学名：Ischnogyne mandarinorum）为兰科瘦房兰属下的一个种。